# Famille tuyau de poêle
Famille tuyau de poêle (дос. ’чунак-породица’) је француски пејоративни израз из популарне културе који је вероватно настао током Првог светског рата, а у писаној форми се појавио око 1920. године.
Израз tuyau de poêle (чунак) се првобитно односио на цилиндар шешир. Међутим, израз се ослања и на конкретнију аналогију: цеви за пећ се склапају тако што се умећу једна у другу. Тако famille tuyau de poêle у свом првобитном значењу означава породицу чији чланови имају сексуалне односе међусобно.
Данас, иако је и даље једнако пеjоративан, смисао израза је значајно еволуирао. Његова сексуална конотација је у великој мери избледела и сада се више односи на бројне и необразоване породице из сиромашних или радничких средина, а понекад и једноставније на породице „простака” (франц. beauf).
Израз tuyau de poêle се такође може односити на особу која не улива поверење, било због недостатка озбиљности или интелигенције.
У шаљивом тону, филозоф Алфонс Але је рекао: „Примећено је да коса, када се посматра под микроскопом, изгледа шупље. Отуда израз 'цев од длаке' (фр. tuyau de poil)!”

## Употреба као наслов књижевних дела
- La famille tuyau de poêle, roman de la vie de l'arrière-front, роман Пјера Луја Рема (фр. Pierre Louis Rehm), лекара, новинара и књижевника из 1919. године, у издању куће La Renaissance du livre.[9][10]
- La famille tuyau de poêle, позоришни комад Жака Превера из 1933. године.
- La famille tuyau de poële, песма Пјера Василијуа (фр. Pierre Vassiliu), која се нашла на синглу Tous publics из 1965. године.[11][12]
- Famille tuyau de poêle, дело Беное Бертена (фр. Benoît Bertin) из 1975. године у издању куће Promarcy.[13][14]
- La famille Tuyau d'Poêle, 38. број еротског стрип серијала Salut les Bidasses издат 1978. године од стране куће Elvifrance.[15]
- Une famille tuyaux de poêle, роман Филипа Волфрома (фр. Philippe Wolfrom) из 2013. године у издању куће Éditions du Panthéon.[16]
- Famille tuyau d'poêle, слика Мелани Лисро (фр. Mélanie Lusereau) из 2006. године.[17]